# Rotax 912
Rotax 912 ist eine seit Anfang der 1990er-Jahre gefertigte Familie von Verbrennungsmotoren des österreichischen Herstellers Rotax. Diese Motoren haben vor allem in Leicht- und Ultraleichtflugzeugen sowie Motorseglern weite Verbreitung gefunden.

## Geschichte
Die Entwicklung des 912 begann im Jahre 1984, die Zertifizierung folgte fünf Jahre später. Mit der Zeit entwickelte er sich zum Standardmotor der UL-Klasse. Bis zum Juni 2014 wurden 50.000 Motoren der 912er-Familie ausgeliefert.

## Beschreibung 912/914 Serie
Der Rotax 912 ist ein mit Benzin betriebener Vierzylinder-Viertakt-Boxermotor mit untenliegender Nockenwelle, flüssigkeitsgekühlten Zylinderköpfen, luftgekühlten Zylindern, hydraulischem Ventilspielausgleich, kontaktloser Magnet-Kondensator-Doppelzündung und eingebautem elektrischen Starter.
Der Motor verfügt zudem über eine Trockensumpfschmierung sowie ein mit Überlastkupplung angeflanschtes Luftschraubengetriebe, das die Drehzahl zwischen Kurbelwelle und Luftschraube reduziert. Der Motor ist aufgrund seiner konstruktiven Auslegung nicht für den Kunstflug geeignet. Ursprünglich hatte er zwei CD-Vergaser und eine mechanische Kraftstoffpumpe.
Gebaut wird er in den Varianten 912 A/F/UL mit 59,6 kW (80 PS), 912 S/ULS mit 73,5 kW (100 PS) sowie den mit Turbolader ausgestatteten 914 F/UL mit 84,5 kW (115 PS).
Seit 2012 wird die Serie 912 I produziert. Dieser Motor ist mit einem Engine-Management-System (EMS) ausgestattet, das für die optimale elektronische Zündung und Einspritzung sorgt. Das Kraftstoffsystem wird von zwei redundanten elektrischen Kraftstoffpumpen versorgt. Zur I-Serie gehören die Modelle 912 IS und 912 ISC Sport.

## Technische Daten
|                                                           | 912 A/F | 912 S    | 912 ISC Sport | 914 F      |
| --------------------------------------------------------- | ------- | -------- | ------------- | ---------- |
| Aufladung                                                 | keine   | keine    | keine         | Turbolader |
| Hubraum (cm³)                                             | 1.211   | 1.352    | 1.352         | 1.211      |
| Bohrung (mm)                                              | 79,5    | 84,0     | 84,0          | 79,5       |
| Hub (mm)                                                  | 61      | 61       | 61            | 61         |
| Verdichtungsverhältnis                                    | 9,0:1   | 10,5:1   | 10,8:1        | 9,0:1      |
| max. Drehzahl (1/min)                                     | 5.800   | 5.800    | 5.800         | 5.800      |
| max. Leistung ca. (kW/PS)                                 | 58,8/80 | 73,5/100 | 73,5/100      | 84,6/115   |
| Verbrauch bei Startleistung (l/h)                         | 24,0    | 27,0     | 26,1          | 33,0       |
| Verbrauch bei höchster Dauerleistung (l/h)                | 22,6    | 25,0     | 23,6          | 27,2       |
| Verbrauch bei 75 % Dauerleistung (l/h)                    | 16,2    | 18,5     | 16,5          | 20,4       |
| spezifischer Verbrauch bei höchster Dauerleistung (g/kWh) | 285     | 285      | 250           | 276        |
| Masse (kg)                                                | 55,4    | 56,6     | 63,3          | 64         |
| Farbe der Zylinderkopfdeckel                              | schwarz | grün     | grün          | rot        |

## Entwicklung

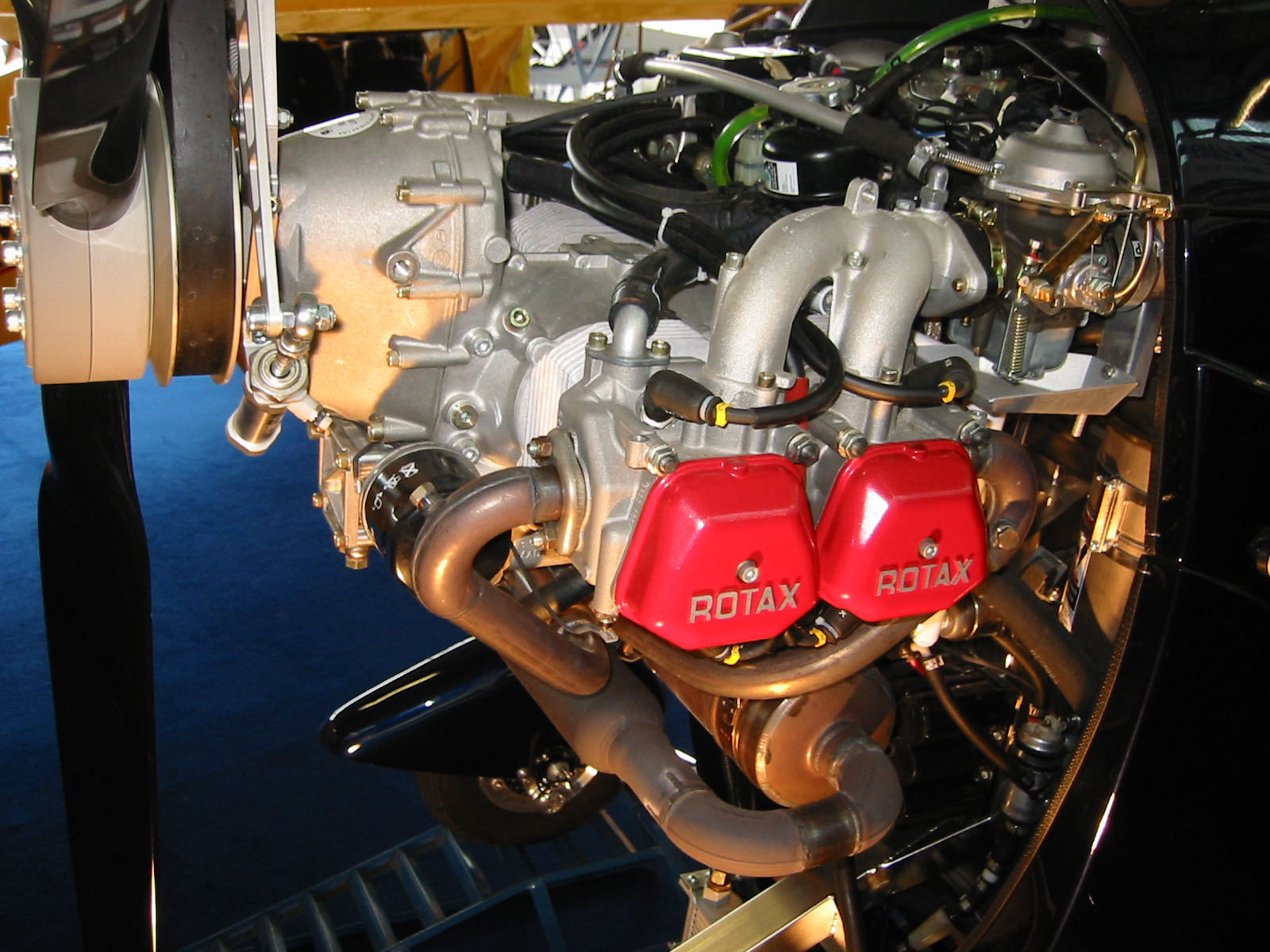
Rotax 914

Der ursprüngliche Rotax 912 wurde zunächst ohne mechanische Veränderung durch Anbau eines Turboladers zum Rotax 914. Das Saugmotorkonzept des Rotax 912 wurde durch eine Vergrößerung der Zylinderbohrung und damit des Hubraumes zum Rotax 912 S weiterentwickelt, ohne auf die etwas kompliziertere und störanfälligere Technik der Turboaufladung angewiesen zu sein.
Am 8. März 2012 wurde bei BRP Powertrain in Gunskirchen der Rotax 912 IS vorgestellt, der über ein vollelektronisches, redundant ausgelegtes Zünd- und Einspritzsystem verfügt. Diese Version des Motors hat laut Herstellerangaben einen um 20 % verringerten Kraftstoffverbrauch bei gleicher Leistung (100 PS), als Nachteile stehen dem jedoch ein um etwa 7 kg erhöhtes Gewicht, ein höherer Preis sowie ein etwas geringeres maximales Drehmoment gegenüber. Die Triebwerksanzeige für das Cockpit wird über ein ebenfalls redundantes CANaerospace-Datenbussystem angeschlossen und stellt neben den Triebwerksdaten eine Vielzahl von Statusinformationen des Motors zur Verfügung. Als Cockpitanzeige dient eine Engine Management Unit (EMU 912iS).
Am 1. April 2014 wurde der neue 912 IS Sport vorgestellt. Es handelt sich um eine Weiterentwicklung des im März 2012 eingeführten 912 IS mit elektronischer Benzineinspritzung, der sich durch höhere Leistung und niedrige Verbrauchswerte auszeichnet.
Im Juli 2015 wurde anlässlich der EAA AirVenture Oshkosh das 141 PS starke Nachfolgemodell Rotax 915 iS vorgestellt. Dieser stellt durch die Verwendung des großen Zylinderkopfes des 912 S in Kombination mit einem Turbolader und einer elektronisch geregelten Einspritzung die logische Weiterentwicklung und Vereinigung der vorhandenen Konzepte dar.